# Maelestes gobiensis
†Maelestes gobiensis – wymarły gatunek ssaka, żyjący w okresie kredy, ok. 75-71 milionów lat temu.
Szczątki zostały odkryte w 1997 roku na pustyni Gobi w Mongolii. Maelestes gobiensis był z wyglądu podobny do współczesnych ryjówek, nie jest jednak przodkiem żadnego obecnie żyjącego ssaka.